# Hà Thị Cầu
Hà Thị Cầu (1928 - 3 mars 2013) est une chanteuse et musicienne vietnamienne de xẩm,,,. Aveugle, elle est sélectionnée avec cinq autres musiciens traditionnels, à des fins d'études et de préservation de ce style musical, considéré comme en danger. 

## Biographie

### Jeunesse et apprentissage musical
Ha Thi Cau nait en 1928, dans une famille pauvre de la province de Nam Dinh. Très jeune, elle accompagne ses parents de ville en ville, pour jouer de la musique contre de l'argent, ainsi que le veut la tradition du xam. Ainsi, sa pratique du xam reflète à la fois sa passion pour le chant et celle pour sa famille et sa terre. La musique lui est transmise oralement. Elle est analphabète.

### Distinctions
En 1993, Ha Thi Cau reçoit les titres d'artiste du peuple et d'artiste émérite, ainsi qu'un certificat de mérite de VOV et le prix spécial de « l'artiste Cheo de la province de Ninh Binh » au festival national de chant Tuong et Cheo. En 2008, elle reçoit le prix Dao Tan pour ses contributions à la préservation du folklore et de l'art traditionnel. Sa mort, en 2013, est considérée comme une perte pour la musique Xam et l'art populaire vietnamien.

### Hommage
En 2012, le cinéaste Lương Đình Dũng réalise Xẩm Đỏ (le xam rouge), bref documentaire consacré à la vie et à l'art de Ha Thi Cau. Son film sort en 2016.